# I Am Dead
I Am Dead — компьютерная игра в жанре приключенческой головоломки, разработанная британской инди-студией Hollow Ponds и изданная Annapurna Interactive. Игра рассказывает о Моррисе Лаптоне — кураторе музея на острове Шелмерстон, который недавно умер. Воссоединившись с призраком своей собаки Спарки, он обнаруживает, что бедствие вот-вот уничтожит остров. Они оба должны раскрыть древние тайны Шелмерстона и спасти остров, остановив извержение вулкана. Для этого у игрока есть возможность видеть внутри предметы и людей, раскрывая их содержимое и воспоминания.

## Отзывы критиков
| Сводный рейтинг       | Сводный рейтинг       |
| Агрегатор             | Оценка                |
| --------------------- | --------------------- |
| Metacritic            | NS: 79/100 ПК: 77/100 |
| Иноязычные издания    |                       |
| Издание               | Оценка                |
| GameSpot              | 7/10                  |
| GamesRadar+           | [ 5 ]                 |
| IGN                   | 8/10                  |
| Nintendo Life         | 7/10                  |
| Nintendo World Report | 9/10                  |

I Am Dead получила в основном высокие отзывы критиков. На агрегаторе Metacritic для Nintendo Switch и ПК игра имеет средние баллы 79 и 77 из 100 соответственно.